# Bjäre Nu
Bjäre Nu är en gratistidning utgiven i Båstad sedan  5 mars 2017. Tidningens fullständiga titel har hela tiden varit Bjäre Nu. Tidningen ges ut en gång i veckan på söndagar och är politiskt obunden.

## Redaktion, förlag och tryckning
Redaktionen för tidningen sitter i Båstad. Joakim Ormsmarck är ansvarig utgivare. Han var också redaktör till 31 december 2017 då Peter Jakobsson blev redaktör, men Ormsmark kom tillbaka som redaktör den 10 januari 2021. 
Tidningsförlaget heter Made in Båstad AB. Tidningens tryckeri är Pressgrannar AB Linköping. Tidningen omfattar 20 till 32 sidor och trycks i fyrfärg. Upplagan har varit omkring 10 000 exemplar. Annonserna utgör mer än halva tidningen. Bjäre Nu innehåller lokala nyheter, som också uppdateras  på webben. Varje vecka distribueras tidningen till samtliga hushåll i Båstad kommun. Tidningen delas också ut via ställ på vissa platser.